# Manfred Stolpe
Manfred Stolpe (Stettin, 16 mei 1936 – Potsdam, 29 december 2019) was een Duitse politicus van de Sozialdemokratische Partei Deutschlands (SPD). Hij was onder meer minister-president van de deelstaat Brandenburg (1990–2002) en federaal minister van Verkeer, Huisvesting en Ruimtelijke Ordening (2002–2005).

## Biografie
Manfred Stolpe ging in Greifswald naar de middelbare school en studeerde van 1955 tot 1959 rechten aan de Friedrich-Schiller-Universität Jena. Tussen 1959 en de bouw van de Berlijnse Muur in 1961 was hij gaststudent aan de Freie Universität in West-Berlijn. Vanaf 1959 werkte Stolpe bij de Evangelische Kerk in Duitsland en vanaf 1982 tot 1989 was hij plaatsvervangend voorzitter van de Bond van Evangelische Kerken in de DDR.

### Politieke loopbaan
In juli 1990 sloot Stolpe zich aan bij de sociaaldemocratische SPD. Later dat jaar vond de Duitse hereniging plaats, waarbij Brandenburg een van de nieuwe Duitse deelstaten werd. Stolpe leidde de SPD bij de deelstaatverkiezingen die op 14 oktober 1990 in Brandenburg werden gehouden. Zijn partij behaalde ruim 38% van de stemmen en werd daarmee veruit de grootste. Stolpe nam zitting in de Brandenburgse Landdag (het deelstaatparlement) en kreeg de taak een regering te vormen. Hij smeedde een zogeheten verkeerslichtcoalitie met de liberale FDP en Bündnis 90/Die Grünen, waarbij de christendemocratische CDU van Peter-Michael Diestel, die met ruim 29% van de stemmen als tweede was geëindigd, gepasseerd werd. Op 1 november werd de regering beëdigd en werd Stolpe de eerste minister-president van Brandenburg.
Na vier jaar regeren werd de SPD door de kiezer rijkelijk beloond: bij de deelstaatverkiezingen van 1994 behaalde de partij 54% van de stemmen. De sociaaldemocraten kregen daarmee een absolute meerderheid in handen waarmee zij in hun eentje verder konden regeren. Het kabinet-Stolpe II zou vijf jaar aan de macht blijven, tot oktober 1999. Stolpe kon echter niet voorkomen dat de meerderheid van de SPD bij de verkiezingen van 1999 weer verloren ging; de partij viel terug naar 39% en moest vijftien zetels inleveren, maar bleef desondanks wel de grootste. Stolpe kreeg opnieuw het voortouw bij het vormen van een regering; zijn derde kabinet betrof uiteindelijk een grote coalitie van SPD en CDU. De samenwerking tussen deze twee partijen verliep echter niet altijd even vlot en in juni 2002 trad Stolpe vroegtijdig af, naar eigen zeggen om plaats te maken voor een nieuwe generatie. SPD-partijleider Matthias Platzeck nam zijn functie als minister-president over.
Na de Bondsdagverkiezingen van 2002 werd Stolpe door bondskanselier Gerhard Schröder gevraagd om zitting te nemen in zijn regering, het kabinet-Schröder II. Stolpe werd benoemd tot minister van Verkeer, Huisvesting en Ruimtelijke Ordening en bekleedde die functie ruim drie jaar. Na de verkiezingen van 2005 trad een nieuwe regering aan en werd hij als minister opgevolgd door zijn partijgenoot Wolfgang Tiefensee.
In 2003 werd bekend dat Stolpe als IM Sekretär zeker 20 jaar lang met de Stasi had samengewerkt.
Hij stierf in 2019 op 83-jarige leeftijd.